# Павловський район (Ульяновська область)
Павловський район (рос. Павловский район) — адміністративно-територіальна одиниця (район) та муніципальне утворення (муніципальний район) у південно-східній частині Ульяновської області Росії.
Адміністративний центр — смт Павловка.

## Історія
Павловський район утворено 16 липня 1928 року, у складі Кузнецького округу Середньо-Волзького краю.

## Населення
| 1939    | 1959    | 1970    | 1979    | 1989    | 2002    | 2009    |
| ------- | ------- | ------- | ------- | ------- | ------- | ------- |
| 19 160  | ↘17 318 | ↗21 667 | ↘18 573 | ↘17 453 | ↘16 539 | ↘15 190 |
| 2010    | 2011    | 2012    | 2013    | 2014    | 2015    | 2016    |
| ↘15 109 | ↘15 056 | ↘14 742 | ↘14 356 | ↘14 059 | ↘13 778 | ↘13 617 |
| 2017    | 2018    | 2019    | 2020    | 2021    |         |         |
| ↘13 421 | ↘13 194 | ↘12 953 | ↘12 682 | ↘12 164 |         |         |